# Costa Brava (película)
Costa Brava es una película española de 1995, dirigida por Marta Balletbò-Coll.

## Argumento
La película narra la relación sentimental entre Anna y Montserrat. Anna es guía turística en Cataluña, su vocación es ser monologuista para ello trabaja en un monólogo, llamado Amarás a tu prójimo en el que representa a una ama de casa comunista que vive interesada en la vida de una vecina lesbiana. Graba una actuación y la envía a un concurso en San Francisco. Trabajando de guía conoce a Montserrat, una judía americana que es docente en la Universidad de Barcelona insatisfecha con su trabajo y que no se identifica como lesbiana. A pesar de ello comienzan una relación de amistad con viajes a la Costa Brava, que desembocará en una relación sentimental. Montserrat pierde su trabajo pero consigue uno nuevo en Estados Unidos, motivo por el que han de separarse, pero una llamada a Anna desde Estados Unidos ofreciéndole trabajo como monologuista permite que sigan juntas.

## Producción
Costa Brava fue producida por la misma directora que creó la productora CostaBrava Films, rodada en inglés y en catorce días. 

## Recepción
La película fue nominada y premiada en varios festivales:
- GLAAD Media Awards, 1997, Nominada a la mejor película independiente.
- Festival Internacional de cine gay y lésbico de San Francisco, 1995, Premio del público para Marta Balletbò-Coll.
- Premios Sant Jordi de Cine, 1996, Premio especial para Marta Balletbò-Coll y Ana Simón Cerezo.